# Stammlösung
Unter einer Stammlösung, auch als Stocklösung bezeichnet, versteht man in chemischen und biologischen Labors eine Lösung, die als Grundlage für andere Lösungen dient. 
Eine Stammlösung ist stets höher konzentriert als die Arbeitslösung. Von einer Stammlösung kann so jederzeit ein größeres Volumen der Arbeitslösung durch einfache Verdünnung hergestellt werden, ohne die Arbeitslösung aus ihren Komponenten neu ansetzen zu müssen. Stammlösungen sind meist 10- 100- oder 1000-fach konzentriert. Aus einer 10-fach konzentrierten Stammlösung gewinnt man die Arbeitslösung, indem man einen Teil der Stammlösung mit neun Teilen des Lösungsmittels (zum Beispiel Wasser) mischt. Gewöhnlich wird die Stammlösung in großen, standardisierten Volumen vorgehalten.
Die gebräuchlichsten Stammlösungen werden für Pufferlösungen angelegt, aber auch für Reagenzien wie Salzsäure (HCl) und Natronlauge (NaOH). Die Stammlösung wird auch in der Analytischen Chemie bei der Titration verwendet.
Als Stammlösung bezeichnet man ebenfalls konzentrierte Entwickleransätze für die Filmentwicklung in der Fotografie.